# Gino Pariani
Gino Pariani   (Saint Louis, 21 de febrer de 1928 - Saint Louis, 9 de maig de 2007) fou un futbolista estatunidenc de la dècada de 1940.
Pel que fa a clubs, defensà els colors de Schumachers, Raftery's SC, St. Louis Simpkins-Ford, Calcaterra i Wildcats AC. Fou cinc cops internacional amb la selecció de futbol dels Estats Units amb la qual participà a la Copa del Món de Futbol de 1950.